# Citizen Cup (теніс) 1992
Citizen Cup 1992 — жіночий тенісний турнір, що проходив на відкритих кортах з ґрунтовим покриттям Am Rothenbaum у Гамбургу (Німеччина). Належав до турнірів 2-ї категорії в рамках Туру WTA 1992. Відбувсь уп'ятнадцяте і тривав з 27 квітня до 3 травня 1992 року. Перша сіяна Штеффі Граф здобула титул в одиночному розряді, свій шостий підряд на цьому турнірі, й отримала 70 тис. доларів США.

## Фінальна частина

### Одиночний розряд
Штеффі Граф —  Аранча Санчес Вікаріо 7–6(7–5), 6–2
- Для Граф це був 2-й титул в одиночному розряді за рік і 63-й — за кар'єру.

### Парний розряд
Штеффі Граф /  Ренне Стаббс —  Манон Боллеграф /  Аранча Санчес Вікаріо 4–6, 6–3, 6–4